# 10 грудня
10 грудня — 344-й день року (345-й у високосні роки) у григоріанському календарі. До кінця року залишається 21 день.

## Свята і пам'ятні дні

### Міжнародні
- ООН: Міжнародний день прав людини
- День Альфреда Нобеля.

### Національні
- США: День штату Міссісіпі. (1817)
- Таїланд: День Конституції.
- Аргентина: День соціального працівника. (Día del Trabajador Social)
- Намібія: Національний день жінок.
- Україна: День прав людини.

### Релігійні

#### Західне християнство
- Пам'ять святих Євлалії Мерідської[en], Карла Барта та Томаса Мертона.

#### Східне християнство
- Пам'ять мучеників Мини, Єрмогена та Євграфа;
- Пам'ять святителя Іоасафа Білгородського;
- Пам'ять мученика Гемела Пафлагонянина;
- Пам'ять преподобного Томи;
- Пам'ять блаженних Івана та батьків його, блаженного Стефана і блаженної Ангеліни, правителів Сербських[1];
- Пам'ять Бенам, Сарра і сорок мучеників[en] (Сирійська церква).

## Іменини
✝  Католицькі: Євлалія, Томас.
✙ Православні: Мина, Ангеліна, Єрмоген, Євграф, Йоасаф, Фома (Тома), Іоан (Іван), Стефан (Степан).

## Події
- 1520 — Мартін Лютер привселюдно спалив папську буллу Exsurge Domine про відлучення його від церкви у Віттенбергу.
- 1637 — козацькі війська під проводом Павла Бута зазнали поразки від війська Речі Посполитої біля містечка Боровиця.
- 1684 — Едмонд Галлей зачитав на засіданні Королівського товариства роботу Ісаака Ньютона De motu corporum in gyrum, в якій закони Кеплера були виведені на основі теорії тяжіння.
- 1768 — у Великій Британії засновано Королівську Академію Мистецтв, найбільш впливову та авторитетну Асоціацію художників Великої Британії.
- 1817 — Міссісіпі став 20-м штатом США. Його назва у перекладі з мови індіанців означає «Велика річка». Інші назви — «Штат магнолії» і «Штат гостинності».
- 1901 — у Стокгольмі вручено перші Нобелівські премії.
- 1930 — у складі РРФСР створили національні округи: Ямальський (Ненецький) (центр — м. Обдорськ), Остяко-Вогульський (центр — смт Самарове), Евенкійський (центр — смт Туринська База), Корякський, Таймирський (Долгано-Ненецький) та Чукотський
- 1948 — Генеральна Асамблея ООН прийняла Загальну декларацію прав людини (10 грудня відзначається як День прав людини).
- 1949 — в ході масштабної кампанії усунення кваліфікованих українських працівників з академічних установ у звинуваченні «за антирадянську діяльність» заарештовано історика, археографа Ярослава Дашкевича. До 19.01.1950 з Львівської наукової бібліотеки ім. В. Стефаника під приводом «скорочення посад» було звільнено близько 20 бібліотечних спеціалістів. Формальним приводом для репресій стало вбивство Я. Галана.
- 1953 — вийшов 1-й номер журналу «Плейбой».
- 1960 — почалося будівництво нафтопроводу «Дружба»
- 1981 — американський журнал The New England Journal of Medicine опублікував замітку про нове захворювання, яке призвело до загибелі 95 чоловік, переважно серед гомосексуалів. Пізніше недуг отримав назву «синдром набутого імунодефіциту» (СНІД).
- 1999 — Панамський канал перейшов під юрисдикцію Панами (раніше був під юрисдикцією Сполучених Штатів).

## Народились
Дивись також Категорія:Народились 10 грудня
- 1815 — Ада Лавлейс, британський математик, перша жінка-програміст. Автор програми для механічної обчислювальної машини Чарльза Бебіджа — на її честь названо мову програмування АДА. Дочка англійського поета лорда Джорджа Гордона Байрона.
- 1820 — Олекса Бахматюк, народний майстер художньої кераміки.
- 1821 — Микола Некрасов, російський поет, родом з України.
- 1822 — Сезар Франк, французький композитор й органіст бельгійського походження.
- 1830 — Емілі Дікінсон, американська поетеса.
- 1838 — Олександр Данилевський, український біохімік, фізіолог і фармаколог, основоположник біохімії як науки, професор і завідувач кафедри медичної хімії та фізики, нормальної фізіології і фармакології в Харківському університеті. Брат українського фізіолога Василя Яковича Данилевського.
- 1875 — Данило Роздольський, український композитор, автор духовних композицій, хорових творів.
- 1886 — Ірина Невицька (псевд. Анна Новак; Анна Горняк), українська письменниця в Словаччині.
- 1891 — Неллі Закс, німецька поетеса, лауреат Нобелівської премії з літератури.
- 1892 — Макс Гельман, український скульптор і педагог.
- 1908 — Олів'є Мессіан, французький композитор, органіст, музикознавець.
- 1920 — Клариса Ліспектор, бразильська письменниця.
- 1934 — Говард Темін, американський вірусолог, лауреат Нобелівської премії з фізіології і медицини 1975 року
- 1940 — Микола Кацал, український диригент, лауреат Шевченківської премії, засновник львівської капели хлопчиків та мужчин Дударик, а також однойменної хорової школи.
- 2014 — Жак, наслідний принц Монако.

## Померли

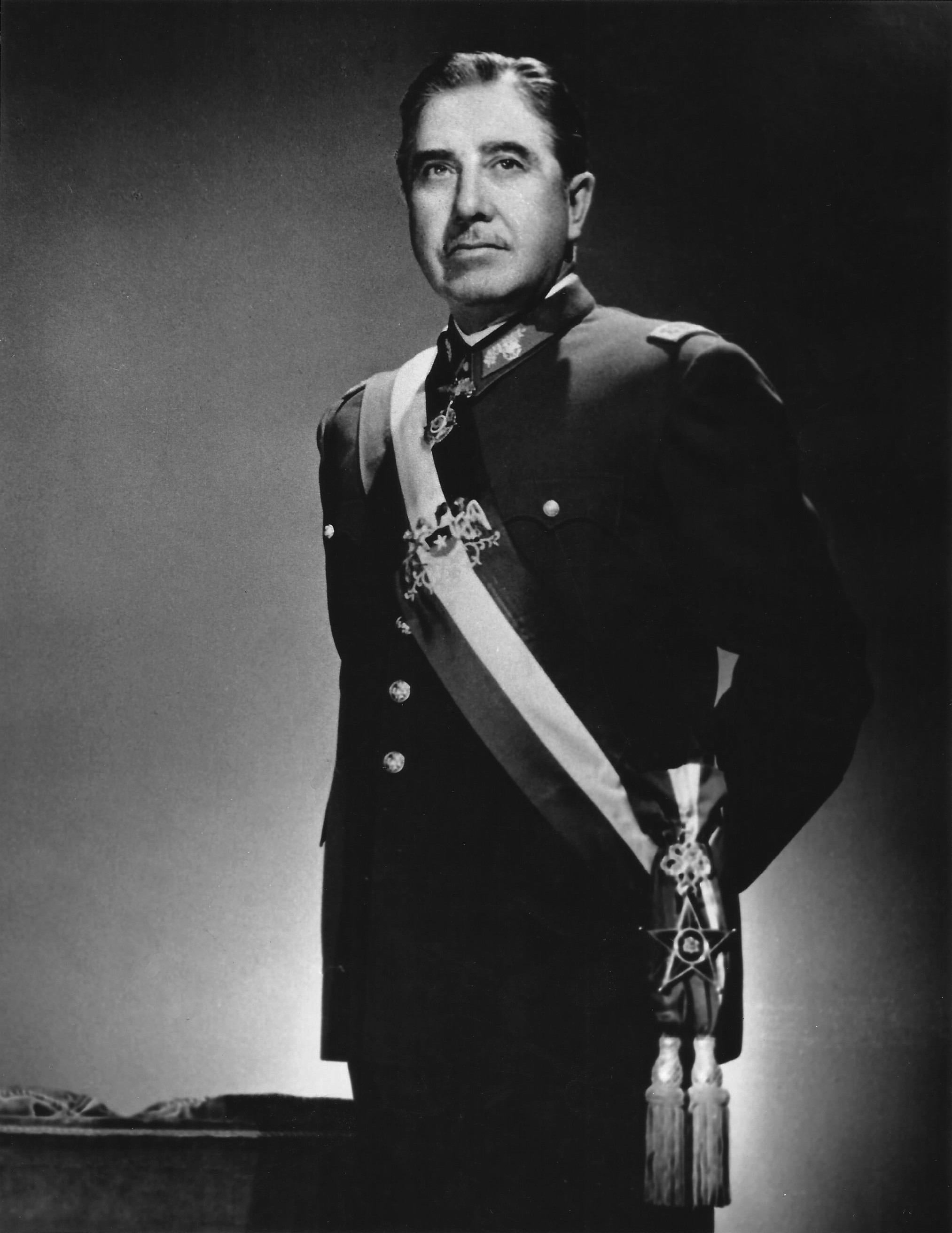
Августо Піночет

Володимир Верменич

Дивись також Категорія:Померли 10 грудня
- 1485 — Паоло Учелло, італійський художник і математик доби раннього Відродження.
- 1851 — Карл Дрез, німецький винахідник. Серед його винаходів велосипед і друкарська машинка. Винахід Дреза назвали на його честь дрезиною.
- 1896 — Альфред Нобель, шведський хімік, винахідник, підприємець і філантроп.
- 1928 — Чарльз Ренні Макінтош, шотландський архітектор, художник, дизайнер.
- 1936 — Луїджі Піранделло, італійський письменник.
- 1967 — Отіс Рей Реддінг, американський співак в жанрі соул.
- 1984 — Олександр Богородський, український і радянський астроном.
- 1986 — Володимир Верменич, український композитор, хоровий диригент.
- 1999 — Франьо Туджман, хорватський політичний і військовий діяч, перший Президент країни (1990—1999).
- 2005 — Річард Прайор, американський актор.
- 2006 — Августо Піночет, президент Чилі (1974—1990), диктатор, головнокомандувач Збройних сил Чилі, пожиттєвий сенатор Чилійського парламенту.
- 2016 — Павло́ Чу́чка, український мовознавець. Доктор філологічних наук (1971). Професор (1971). Заслужений діяч науки і техніки України (1993).